# 約翰·利弗
約翰·利弗（英語：John Lever），為澳洲鱷魚專家、養殖者。在昆士蘭省中部經營一家大型鱷魚場「Koorana鱷魚農場」，其中飼養了三千條鱷魚。

## 生平
1981年，利弗與妻子莉蓮在昆士蘭省中部開設Koorana鱷魚農場。
2003年11月，香港南生圍山背河發現小灣鱷，利弗受香港南華早報的邀請，來到香港捕捉該鱷魚。當時很多香港媒體稱他為「鱷魚先生」。以往在香港的河流極少發現鱷魚，所以香港市民對於小灣鱷貝貝事件非常關注。經過一個多月後，他未能成功捕捉到該鱷魚，當時有人批評他不夠專業、太保守不肯下水捕捉、不會長時間留守在山背河和浪費公帑等（實際上他是義務來香港的、而食宿機票由報社支付），令他受到多方面不少壓力，但同時又有不小支持他的香港市民。可惜最後仍是放棄無功而還。 
2020年，Koorana鱷魚農場受到新冠疫情影響一度陷入財務困境，啟動了「認養鱷魚」計劃以籌集資金。

## 相關
- 另一位澳洲「鱷魚先生」史帝夫·厄文（Steve Irwin），他的中文名字在香港媒體譯作「歐文」。

## 站外連結
- Croc Country - behind the scenes